# Annamanum subirregulare
Annamanum subirregulare är en skalbaggsart som beskrevs av Stefan von Breuning 1950. Annamanum subirregulare ingår i släktet Annamanum och familjen långhorningar. Inga underarter finns listade i Catalogue of Life.